# Brgud
Brgud je selo u sastavu Grada Benkovca u gornjoj Bukovici. Nalazi se oko 10 km sjeveroistočno od grada Benkovca.

## Kulturna baština
Brgud je tipično naselje gornje Bukovice smješteno u krajnje oskudnom, kamenitom pejzažu. Raštrkano, sada uglavnom prazno selo prostorno najbolje definira srednjovjekovna kula cindriličnog oblika i crkva sv. Lazara, prvobitno sagrađena 1682. godine. Sadašnja građevina Crkve sv. Prepodobnog Lazara, okružena karakterističnom crnogoricom, dovršena je 1861. godine, o čemu svjedoči natpis na južnim vratima crkve gdje su se uz ovu godinu našla i tri latinicom ispisana inicijala. Oblikom hram slijedi tradicionalne oblike jednobrodne crkve sa polukružnom apsidom na istoku i zvonikom na preslicu sa zapadne strane. Svi prozori na podužnim zidovima, kao i onaj na pročelju, izvedeni su kao okulusi, dok su na apsidu postavljene tri uske monofore. Zidovi su rađeni od fino tesanih kamenih kvadera u vodoravnom poretku. Ikonostas se sastojao od skromno slikanih ikona nepoznatog autora. Sama crkva je okružena starijim grobljem, što je vidljivo po rasteru i oblicima ploča, u kojem posebnost čine nadgrobni spomenici sa reljefnim, naivnim likovnim predstavama.

### Arheološko područje Gradina Jarebinjak[5]
Položaj Jarebinjak (ili Jarebnjak, kako se još navodi u literaturi), pri ubikaciji naselja na rimskim komunikacijama na području sjeverne Dalmacije najčešće se povezuje s rimskim naseljem Alveria. Sudeći prema arheološkim ostatcima vidljivim na terenu kao i dosad poznatim sitnim arheološkim nalazima, očito je da je naseljavanje gradine Jarebinjak u neprekinutom kontinuitetu bilo od željeznoga doba do srednjega vijeka. Nalaz gepidske fibule potvrđuje da ju je u vrijeme istočnogotske vladavine naseljavao i germanski živalj.

## Stanovništvo
Na popisu stanovništva 2021. godine, Brgud je imao 20 stanovnika. 
Na popisu stanovništva 1991. godine, naseljeno mjesto Brgud je imalo 611 stanovnika, od čega se 607 izjašnjavalo kao Srbi, 2 kao Hrvati, i 2 koji se nisu izjasnili za nacionalnu pripadnost. U kolovozu 1995. godine Brgud je ostao prazan nakon bijega srpskog stanovništva tijekom u operacije Oluja Hrvatske vojske.
| Broj stanovnika po popisima | Broj stanovnika po popisima | Broj stanovnika po popisima | Broj stanovnika po popisima | Broj stanovnika po popisima | Broj stanovnika po popisima | Broj stanovnika po popisima | Broj stanovnika po popisima | Broj stanovnika po popisima | Broj stanovnika po popisima | Broj stanovnika po popisima | Broj stanovnika po popisima | Broj stanovnika po popisima | Broj stanovnika po popisima | Broj stanovnika po popisima | Broj stanovnika po popisima | Broj stanovnika po popisima |
| --------------------------- | --------------------------- | --------------------------- | --------------------------- | --------------------------- | --------------------------- | --------------------------- | --------------------------- | --------------------------- | --------------------------- | --------------------------- | --------------------------- | --------------------------- | --------------------------- | --------------------------- | --------------------------- | --------------------------- |
| 1857                        | 1869                        | 1880                        | 1890                        | 1900                        | 1910                        | 1921                        | 1931                        | 1948                        | 1953                        | 1961                        | 1971                        | 1981                        | 1991                        | 2001                        | 2011                        | 2021                        |
| 383                         | 661                         | 446                         | 519                         | 649                         | 650                         | 957                         | 756                         | 707                         | 749                         | 786                         | 762                         | 709                         | 611                         | 3                           | 13                          | 20                          |

Napomena: U 1869. sadrži podatke za naselje Rodaljice.
| broj stanovnika | 383   | 661   | 446   | 519   | 649   | 650   | 957   | 756   | 707   | 749   | 786   | 762   | 709   | 611   | 3     | 13    | 21    |
|                 | 1857. | 1869. | 1880. | 1890. | 1900. | 1910. | 1921. | 1931. | 1948. | 1953. | 1961. | 1971. | 1981. | 1991. | 2001. | 2011. | 2021. |

## Prezimena
Prezimena iz Brguda su:
- Baljak — pravoslavci, slave Svetog Luku
- Banić — pravoslavci, slave Svetog Stefana Dečanskog
- Blanuša — pravoslavci, slave Svetog Jovana
- Vitas — pravoslavci, slave Svetog Stefana Dečanskog i Svetog Arhangela Mihaila
- Graovac — pravoslavci, slave Svetog Luku i Svetog Stefana Dečanskog
- Matić — pravoslavci, slave Svetog Arhangela Mihaila
- Tampolja — pravoslavci, slave Svetog Kozmu i Damjana
- Ćalić — pravoslavci, slave Svetog Jovana
- Uzelac — pravoslavci, slave Svetog Nikolu

## Vanjske poveznice
Born in Dalmatia. 11. ožujka 2022. Selo Brgud kod Benkovca. Born in Dalmatia. YouTube. (pristupljeno 14. kolovoza 2022.)